# Ebbe Schwartz
Ebbe Schwartz (3. maj 1901 på Frederiksberg – 19. oktober 1964 Waikiki Beach i Honolulu) var en dansk fodboldleder. 
Schwartz blev student fra Vestre Borgerdydskole 1919 og derefter ansat i Ostindisk Kompagni 1919-1922. Han var i udlandet 1922-1924. Og blev ansat i faren H. V. Schwartzs (1865-1949) firma C F Riedel & Lindegaard, Jernstøberi & Maskinfabrik 1925, blev prokurist 1928 og medindehaver 1931. Efter farens død i november 1949 fortsættes firmaet af Ebbe Schwartz og Egon von der Lieth. 
Formand for Foreningen af Jernstøberiejere i København fra 1950; kasserer i Akademisk Boldklub 1940-1951; medlem af forretningsudvalget for Det Internationale Fodboldstævne 1938-1950 (sekretær 1946-1950), af bestyrelsen for Dansk Boldspil Union fra 1948 og formand fra 1950 frem til sin død 1964, af bestyrelsen og forretningsudvalget for Dansk Idræts-Forbund fra 1950, af repræsentantskabet for Københavns Idrætspark fra 1950, af bestyrelsen for DBUs hjælpefond fra 1953, af handelsflådens velfærdsudvalg, af Danmarks Olympiske Komité og af Players Status Committee og vicepræsident (1962-1964) i FIFA; præsident for UEFA 1954-1962.
Ebbe Schwartz døde af et hjerteanfald på vej hjem fra OL i Tokyo. Han er begravet på Frederiksberg Ældre Kirkegård.

## Lederposter i fodboldsorganisationer
- Formand for Dansk Boldspil-Union (1950-1964)
- Præsident for UEFA (1954-1962).
- Vicepræsident for FIFA (1962-1964)